# Djebril Zonga
Djebril Zonga est un mannequin et acteur français, né le 7 octobre 1981 dans le 12e arrondissement de Paris.

## Biographie
Djebril Zonga né le 7 octobre 1981 à Paris, il passe la majeure partie de son enfance à Clichy-sous-Bois. 
Élevé par un père centrafricain, chauffeur de taxi et une mère centrafricaine, allemande et brésilienne, il grandit auprès de ses deux petites sœurs et de son petit frère.

### Carrière
Pratiquant très jeune le tennis, c’est vers le football qu’il choisit de s’orienter en rejoignant le club de Bondy à l’âge de 13 ans avant de se rendre en Angleterre pour passer des essais. Il évolue ensuite en espoir à Bry-sur-Marne puis en CFA 2.
À 21 ans, il signe comme joueur professionnel à Pedras Rubras,  portugais non loin de Porto, mais malheureusement se blesse rapidement. Il revient alors en France et continue de jouer, notamment sous le maillot de Bonneuil-sur-Marne.
Quelques années plus tard, sur les conseils de ses proches, il fait des photographies afin de se présenter à une agence de mannequinat.
S’apercevant que le marché français n’offre pas assez d’opportunités aux mannequins noirs, il part pour les États-Unis. Il signe chez Ford puis rapidement chez New Madison et décroche ses premiers contrats. Sa carrière décolle et durant dix ans, il enchaîne les projets. De Paris à New York en passant par Londres, il prête son physique aux campagnes de GAP, Diesel, Ralph Lauren ou encore Hennessy.
Alors qu’il se consacrait jusqu’ici aux shootings photos et aux entraînements de boxe, sa compagne Nawell Madani, persuadée de son potentiel pour le cinéma, lui conseille de prendre des cours d’acting. 
Il pousse alors les portes du studio d’acteurs de Susan Batson à New York qui a coaché, entre autres, Juliette Binoche et Nicole Kidman.
En 2015, Nawell Madani lui fait passer les essais pour son film C’est tout pour moi (sorti en 2017). C’est lors de ce tournage qu’il entend parler du projet de Ladj Ly et du projet des Misérables. Le réalisateur souhaite filmer un court-métrage inspiré d’une interpellation virulente à laquelle il a assisté et pense d’abord à Omar Sy pour y interpréter un policier.  
Le court-métrage est nommé aux Césars en 2018 et l’histoire est développée en long-métrage. 
En mai 2019, Les Misérables remporte le Prix du Jury au Festival de Cannes. Il est nommé en 2020 au César du meilleur espoir masculin. 
En 2023, il tient un rôle secondaire dans la mini-série de Xavier Dolan, La Nuit où Laurier Gaudreault s'est réveillé. 
En avril 2023 il joue le rôle d'Oumar, un narcotrafiquant dans la série Jusqu'ici tout va bien, réalisée par Nawell Madani.

### Vie privée
Il est en couple depuis 2007 avec Nawell Madani. Ils accueillent leur premier enfant, en 2021, une fille, Lou Ezna Fatima Zonga.

## Filmographie

### Cinéma

#### Longs métrages
- 2017 : C'est tout pour moi de Nawell Madani et Ludovic Colbeau-Justin : Doum
- 2019 : Les Misérables de Ladj Ly : Gwada

#### Court métrage
- 2017 : Les Misérables de Ladj Ly : Gwada

### Télévision

#### Séries télévisées
- 2017 : Juste un regard : Lieutenant Azzoug
- 2022 : La Nuit où Laurier Gaudreault s'est réveillé de Xavier Dolan (mini-série) (3 épisodes) : Le professeur de littérature
- 2023 : Jusqu'ici tout va bien de Nawell Madani (mini-série) (8 épisodes) : Oumar

## Nominations
- César 2020 : César du meilleur espoir masculin pour Les Misérables